# Vera Fischer
Vera Lúcia Fischer (Blumenau, 27 de novembre de 1951) és una primera actriu brasilera. Va ser Miss Brasil el 1969.

## Biografia
Vera Fischer va néixer a l'estat de Santa Catarina, al sud del Brasil, dins d'una família d'ascendència alemanya. Vera mai va tenir una bona relació amb el seu pare, qui donava suport a la ideologia nazi i a vegades l'obligava a llegir sobre Adolf Hitler, colpint-la molt.

## Carrera
El 1969 va obtenir el títol de Miss Brasil, guanyant projecció nacional, després d'això es va mudar a la ciutat de Rio de Janeiro on va iniciar la seva carrera fent telenovel·les i altres produccions.
El 1971 es va casar amb l'actor Perry Salles, amb qui va tenir a la seva primera filla Rafaela nascuda el 3 de març de 1979. El 1987, quan gravava la telenovel·la Mandala, va començar una relació amorosa amb l'actor Felipe Camargo. Després que aquesta relació va ser descoberta, i després de violentes i evidents baralles, Vera i Perry es van divorciar després de 16 anys de matrimoni.
En passar l'escàndol, l'actriu i Felipe Camargo es van casar, i el 1993 van tenir un fill anomenat Gabriel. Després la consumació d'aquest segon matrimoni i l'acostament a l'alcohol i a les drogues, Vera va perdre la custòdia del seu fill.
Al pas del temps i en haver estabilitzat la seva vida d'excessos, l'actriu va buscar recuperar la custòdia del seu fill menor, i ha escrit dues autobiografies.
En 2018 torna a la televisió després de 6 anys, amb tres treballs. Una petita participació s Malhação: Vidas Brasileiras com Ana Tanquerey, un altre a la telenovel·la Espelho Da Vida com a Maria do Carmo i a la minisèrie Assédio com a Haydée.

## Televisió
| Any  | Títol                             | Personatge                               | Notes                         |
| ---- | --------------------------------- | ---------------------------------------- | ----------------------------- |
| 1977 | Espelho Mágico                    | Diana Queiroz / Débora                   |                               |
| 1978 | Sinal de Alerta                   | Sulamita Montenegro (Sula)               |                               |
| 1979 | Os Gigantes                       | Helena Porto                             |                               |
| 1980 | Coração Alado                     | Vívian Ribas                             |                               |
| 1981 | Obrigado, Doutor                  | Helena                                   | Episodi: "Por um Fio de Vida" |
| 1981 | Brilhante                         | Luiza Sampaio                            |                               |
| 1983 | Quarta Nobre                      | Claudia Prado                            | Episodi: "Tua"                |
| 1987 | Mandala                           | Jocasta Silveira                         |                               |
| 1988 | Tarcísio e Glória                 | Lucrécia                                 | Episodi: "Um Banho de Loja"   |
| 1990 | Riacho Doce                       | Eduarda                                  |                               |
| 1990 | Desejo                            | Ana Emília Ribeiro (Saninha)             |                               |
| 1992 | Perigosas Peruas                  | Maria Aparecida Falcão Belotto (Cidinha) |                               |
| 1993 | Agosto                            | Alice                                    |                               |
| 1994 | Pátria Minha                      | Lídia Thompson Laport                    |                               |
| 1996 | O Rei do Gado                     | Nena Mezenga                             | Episodi: "17 de junho"        |
| 1998 | Você Decide                       | Annie                                    | Episodi: "Amor e Traição"     |
| 1998 | Pecado Capital                    | Laura Medeiros Lisboa                    |                               |
| 1999 | O Belo e as Feras                 | Celeste                                  | Episodi: "Casa de Malandro"   |
| 2000 | Laços de Família                  | Helena Lacerda Soriano                   |                               |
| 2001 | O Clone                           | Yvete Simas                              |                               |
| 2003 | Agora É que São Elas              | Antônia Mendes Galvão                    |                               |
| 2004 | Senhora do Destino                | Vera Barroso Robinson                    | Episodis: "2–8 de outubro"    |
| 2005 | América                           | Úrsula Garcez                            | Episodi: "3–5 de novembro"    |
| 2007 | Amazônia                          | Lola                                     | Episodis: "2–16 de janeiro"   |
| 2007 | Duas Caras                        | Dolores Maciel                           | Episodis: "1–19 de abril"     |
| 2008 | Casos e Acasos                    | Vera                                     | Episodi: "O Desejo Escondido" |
| 2009 | Caminho das Índias                | Chiara Bittencourt                       |                               |
| 2010 | Afinal, o Que Querem as Mulheres? | Celeste Monteiro                         | Episodi: "11 de novembro"     |
| 2011 | Insensato Coração                 | Catarina Diniz                           | Episodis: "16–18 de abril"    |
| 2012 | Salve Jorge                       | Irina Drummond / Simone                  |                               |
| 2018 | Malhação: Vidas Brasileiras       | Ana Tanquerey                            | Episodi: "6–23 de abril"      |
| 2018 | Assédio                           | Haydée                                   | Episodi: "O Julgamento"       |
| 2018 | Espelho da Vida                   | Carmo                                    |                               |
| 2018 | Espelho da Vida                   | Gertrude                                 |                               |

## Cinema
| Any  | Títol                                        | Personatge        |
| ---- | -------------------------------------------- | ----------------- |
| 1972 | Sinal Vermelho - as Fêmeas                   | Angela            |
| 1973 | A Superfêmea                                 | Eva               |
| 1973 | Anjo Loiro                                   | Laura             |
| 1973 | As Delícias da Vida                          | Fernanda          |
| 1974 | Essa Gostosa Brincadeira a Dois              | Lígia             |
| 1974 | Macho e Fêmea                                | Juliano (Mulher)  |
| 1975 | Intimidade                                   | Tânia Velasco     |
| 1980 | Perdoa-me por Me Traíres                     | Judite            |
| 1981 | Bonitinha mas Ordinária ou Otto Lara Resende | Ritinha/Bonitinha |
| 1981 | Eu Te Amo                                    | Barbara Bergman   |
| 1982 | Amor, estranho amor                          | Anna              |
| 1982 | Dora Doralina                                | Dora              |
| 1984 | Amor Voraz                                   | Anna              |
| 1984 | Quilombo                                     | Ana de Ferro      |
| 1989 | Doida Demais                                 | Letícia           |
| 1990 | O Quinto Macaco                              | Mrs. Watts        |
| 1991 | Forever                                      | Cristina Teller   |
| 1993 | Fala Baixo, Senão Eu Grito                   |                   |
| 1997 | Navalha na Carne                             | Neuza Suely       |
| 2002 | Xuxa e os Duendes 2 - No Caminho das Fadas   | Rainha Dara       |
| 2019 | Quase Alguém                                 | Gilda Borba       |

## Teatre
| Any  | Títol                                                                             |
| ---- | --------------------------------------------------------------------------------- |
| 1983 | Os Desinibidos, de Roberto Athayde, direcció de Aderbal Freire Filho              |
| 1984 | Negócios de Estado, de Louis Verneuil, direcció de Flávio Rangel                  |
| 1992 | Macbeth, de William Shakespeare, direcció d'Ulysses Cruz                          |
| 1993 | Desejo, de Eugene O'Neill, direcció d’ Ulysses Cruz                               |
| 1998 | Gata em Teto de Zinco Quente, de Tennessee Williams, direcció de Moacyr Góes      |
| 2004 | A Primeira Noite de um Homem, de Charles Webb, direcció de Miguel Falabella       |
| 2006 | Porcelana Fina, de Georges Feydeau, direcció dAntônio Pedro Borges                |
| 2007 | Confidências (monòleg de Perry Salles, amb direcció de Vera Fischer)              |
| 2015 | Relações Aparentes, d’Alan Ayckbourn, direcció d'Ary Coslov                       |
| 2017 | Ela é o Cara, de Márcio Araújo i Andrea Batitucci, direcció d'Ary Coslov          |
| 2017 | Doce Pássaro da Juventude, de Tennessee Williams, direcció de Gilberto Gawronski  |
| 2019 | Quando Eu For Mãe Quero Ser Desse Jeito, d’Eduardo Bakr, direcció de Tadeu Aguiar |